# Henry Schimberg
 (septembre 2016).
Si vous disposez d'ouvrages ou d'articles de référence ou si vous connaissez des sites web de qualité traitant du thème abordé ici, merci de compléter l'article en donnant les références utiles à sa vérifiabilité et en les liant à la section « Notes et références ».
Henry Schimberg (Chicago, 3 mars 1933 - Antibes, 29 juin 2012) est un industriel américain. Il a été président du groupe Coca-Cola Enterprises de 1998 à 2000. Aux yeux de nombreux spécialistes, il a été l'un des principaux  acteurs de l'exceptionnel développement de la Coca-Cola Company.

## Biographie
Il naît en 1933 à Chicago dans l'Illinois. 
En 1954, il obtient un Bachelor of Arts au Beloit College dans le Wisconsin. Son apprentissage de l'industrie de l'embouteillage commence en 1958. Il travaille d'abord comme conducteur de camions de livraison pour le compte de la société Royal Crown Bottling Co à Chicago. Après avoir accédé à la présidence de la société, il rejoint le Johnston Coca-Cola Bottling Group à Chattanooga en 1982 où il tient un rôle exécutif sous la direction de Summerfield K. Johnston Jr. 
Il gravit peu à peu les échelons de la première firme mondiale quant au chiffre d'affaires. En 1991, Coca-Cola Enterprises (CCE) rachète le Johnston Coca-Cola Bottling Group. Henry Schimberg est alors COO (Chief Operating Officer) de la société. En 1998, il succède à Summerfield K. Johnston Jr. à la présidence de Coca-Cola Enterprises comme CEO (Chief Executive Officer). Sous sa direction, les profits de la société connaissent une ascension sans précédent dans l'histoire de Coca-Cola, marquée par 14 milliards de dollars de recettes annuelles. 
Henry Schimberg est à l'origine de la décentralisation d'une grande partie de la structure de gestion de Coca-Cola Enterprises afin que davantage de décisions soient prises au niveau local. En outre, il triple la taille de CCE et élève la part des ventes de Coca-Cola à 75 % en Amérique du Nord et à 22 % dans le reste du monde. Henry Schimberg se retire de CCE en 2000.
Vers la fin de sa vie, il devient le président exécutif d'Indian Motorcycle. Co et le vice-président de Panamerican Beverages Inc, la plus grande entreprise d'embouteillage de produits Coca-Cola pour l'Amérique latine. 
Le 29 juin 2012, alors qu'il est en villégiature en France dans un palace d'Antibes, il est victime d'un malaise. Malgré les efforts pour le réanimer, son décès est prononcé à l'âge de 79 ans. Henry Schimberg était marié et père de deux enfants.    